# 安永清
安永清（1500年—？），字汝澄，號静斋，遼東廣寧衛人，軍籍，明朝政治人物。

## 生平
嘉靖七年（1528年）戊子科山東鄉試第二十二名舉人。嘉靖八年（1529年）中式己丑科會試第三百八名，登第二甲第四十七名進士。授主事，贬代州同知。

## 家族
曾祖安慶；祖父安順；父安祿，母劉氏；繼母吉氏。重庆下。弟永洁、永康、永龄、永贞。